# Messieurs les jurés
Messieurs les jurés est une série télévisée française en 44 épisodes de 120 minutes, diffusée du 16 janvier 1974 au 31 août 1986 sur la 2e chaîne de l'ORTF puis Antenne 2.
Cette émission est une réplique d'un procès aux assises d'une affaire fictive. Des téléspectateurs jouant le rôle des jurés et des acteurs ceux de l'accusé et des témoins.

## Fiche technique
Producteurs délégués (par ordre alphabétique) :
- Alain Franck ;
- André Michel.

 Réalisateurs (par ordre alphabétique) :
- Jean-Marie Coldefy ;
- Alain Franck ;
- Michel Genoux ;
- Dominique Giuliani ;
- Gérard Gozlan ;
- Jacques Krier ;
- Michèle Lucker ;
- André Michel ;
- Pierre Nivollet ;
- Boramy Tioulong ;
- Serge Witta.

Scénaristes (par ordre alphabétique) :
- Pierre Billard ;
- Jean Chatenet ;
- Francis Claude ;
- Jean-Marie Coldefy ;
- Alain Franck ;
- Danielle Guilbert ;
- Jacques Krier ;
- André Michel ;
- Hélène Misserly ;
- Gérard Poitou ;
- Frédéric Pottecher ;
- Michel Suffran ;
- Claude Sylvain ;
- Akli Tadjer ;
- Gilles Verrier ;
- Youri.

## Distribution
Comédiens (par ordre alphabétique) :
- Jean-Hugues Anglade ;
- Georges Aminel
- Paul Anrieu ;
- Yves Arcanel ;
- Jean-Claude Arnaud ;
- Georges Audoubert ;
- Jean-Pierre Bagot ;
- Pierre Banderet ;
- Christian Barbier ;
- Jean-Louis Bauer ;
- François Berland ;
- Claude Bernard ;
- Jean-Pierre Bernard ;
- Roland Bertin ;
- Pierre Billard ;
- Gérard Boucaron ;
- Patrick Bouchitey ;
- Michel Boy ;
- Michel Cassagne ;
- Jean-Pierre Castaldi ;
- André Cellier ;
- Pierre Chabert ;
- Jacques Chailleux ;
- Kamel Cherif ;
- Francis Claude ;
- Paul Crauchet ;
- Henri Crémieux ;
- Jacques Dacqmine ;
- Jacqueline Danno ;
- François Darbon ;
- Gérard Darrieu ;
- Claude Dasset ;
- Pierre Debauche ;
- Mireille Delcroix ;
- Anne Deleuze ;
- Frédéric de Pasquale ;
- Catherine de Seynes ;
- Michel Etcheverry ;
- Robert Etcheverry ;
- André Falcon ;
- Maurice Farell ;
- Michel Favory ;
- Sylvie Favre ;
- Anouk Ferjac ;
- Martine Ferrière ;
- Ginette Garcin ;
- Jean-François Garreaud ;
- Maurice Garrel ;
- Victor Garrivier ;
- Raymond Gérome ;
- Hubert Gignoux ;
- Roland Giraud ;
- Georges Goubert ;
- Olivier Granier ;
- Bernard Jeantet ;
- Roger Jendly ;
- Malika Kadri ;
- Éric Laborey ;
- Jacques Lalande ;
- Bernadette Lange ;
- Patrick Laplace ;
- Philippe Laudenbach ;
- Bernard Lavalette ;
- Claude Lecat ;
- Monique Lejeune ;
- Paul Le Person ;
- Jean Leuvrais ;
- Thérèse Liotard ;
- Alain MacMoy ;
- Denis Manuel ;
- Georges Marchal ;
- Elisabeth Margoni ;
- Serge Martina ;
- Jean Martinelli ;
- Patrice Melennec ;
- Jean Mercure ;
- Roger Mollien ;
- Roland Monod ;
- Jean-Luc Moreau ;
- Alain Mottet ;
- Agathe Natanson ;
- Jean Négroni ;
- Charlie Nelson ;
- Marcel Ortlieb ;
- François Perrot ;
- Annette Poivre ;
- Danièle Puvill ;
- Jean-François Rémi ;
- Robin Renucci ;
- André Reybaz ;
- Robert Rimbaud ;
- André Rouyer ;
- Louis Samier ;
- Serge Sauvion ;
- Micky Sébastian ;
- Jean-Pierre Sentier ;
- Henri Serre ;
- Véronique Silver ;
- Maïa Simon ;
- Georges Staquet ;
- Tony Taffin ;
- Anne Teyssèdre ;
- Christiane Tissot ;
- Jean Topart ;
- Fred Ulysse ;
- José Valverde ;
- Claude Vernier ;
- Pierre Vernier ;
- Jean Vigny ;
- Yves Vincent :
- André Weber ;
- Youri.
- Madeleine Damien

## Épisodes
| N°    | Année             | Affaire                      | Scénario        | Réalisation     | Distribution |
| ----- | ----------------- | ---------------------------- | --------------- | --------------- | --- |
| 1.01  | 16 janvier 1974   | Lusanger                     |                 |                 | |
| 1.02  | 15 mars 1974      | Hamblain                     |                 |                 | |
| 1.03  | 5 juillet 1974    | Savigné-Montory              |                 |                 | |
| 1.04  | 25 octobre 1974   | Varney                       |                 |                 | |
| 2.01  | 23 janvier 1975   | Taillette                    |                 |                 | |
| 2.02  | 10 avril 1975     | Andouillé                    |                 |                 | |
| 2.03  |                   | Marquet                      |                 |                 | |
| 2.04  | 2 octobre 1975    | Lambert                      |                 |                 | |
| 3.01  | 6 mars 1976       | Cleurie                      |                 |                 | |
| 3.02  | 17 juin 1976      | Perissac                     |                 |                 | |
| 3.03  | 7 octobre 1976    | Jasseron                     |                 |                 | |
| 3.04  | 2 novembre 1976   | Craznek                      |                 |                 | |
| 4.01  | 3 février 1977    | Beausquenne                  |                 |                 | |
| 4.02  | 2 juin 1977       | Vilquier                     |                 |                 | |
| 4.03  | 20 août 1977      | Lieutort                     |                 |                 | |
| 5.01  |                   | Servoz                       |                 |                 | |
| 5.02  | 22 juin 1978      | Montigny                     |                 |                 | |
| 5.03  | 28 juillet 1978   | Moret                        |                 |                 | |
| 5.04  |                   | Lizant-Marillet              |                 |                 | |
| 5.05  | 9 novembre 1978   | Montvilliers                 |                 |                 | |
| 5.06  | 14 décembre 1978  | Heurteloup                   |                 |                 | |
| 6.01  | 25 août 1979      | Coublanc                     |                 |                 | |
| 7.01  |                   | Brouchaud                    |                 |                 | |
| 7.02  | 12 juillet 1980   | Vico                         |                 |                 | |
| 7.03  | 9 août 1980       | Lezay                        |                 |                 | |
| 8.01  | 12 avril 1981     | Charlie Baron (Sylvie Favre) | Boramy Tioulong | Hélène Misserly | - Nadine Alari : Me Simonetti - Pierre Maxence : Dr. Deccurcy - Jean Obé : Adjudant Michel Quentin - Henri Gilabert : Émile Ferrand - Alison Svoboda : Martine Vernon - Jean-Pierre Moulin : Paul Millau - Ginette Garcin : Raymonde Entraigues - Françoise Vatel : Madeleine Leloup - Henri Dumont (témoin absent) - Raymond Baillet : Inspecteur Jean-Pierre Lemonier - Jeanine Massot (témoin citée) |
| 8.02  | 28 juin 1981      | Bernay                       |                 |                 | |
| 8.03  | 20 septembre 1981 | Romette                      |                 |                 | |
| 8.04  | 13 décembre 1981  | Enriquez                     |                 |                 | |
| 9.01  | 10 avril 1982     | Mérard                       |                 |                 | |
| 9.02  | 1er mai 1982      | Verviers                     |                 |                 | |
| 9.03  | 3 juillet 1982    | Tromsé                       |                 |                 | |
| 9.04  | 4 septembre 1982  | Baudières                    |                 |                 | |
| 10.01 | 5 juillet 1983    | Crozet                       |                 |                 | |
| 10.02 | 31 août 1983      | Sivry                        |                 |                 | |
| 11.01 | 11 juin 1984      | Rossy                        |                 |                 | |
| 11.02 | 1er août 1984     | Malville                     |                 |                 | |
| 11.03 | 5 septembre 1984  | Lamontgie                    |                 |                 | |
| 11.04 | 31 octobre 1984   | Montagnac                    |                 |                 | |
| 12.01 | 24 mai 1985       | Meigneux                     |                 |                 | |
| 12.02 | 3 juillet 1985    | Gadet                        |                 |                 | |
| 12.03 | 17 juillet 1985   | Cerilly                      |                 |                 | |
| 12.04 | 7 août 1985       | Féchain                      |                 |                 | |
| 13.01 | 31 août 1986      | Kerzac                       |                 |                 | |